# Вітіньйо (футболіст, 1993)
Вітіньйо (порт. Vitinho, нар. 9 жовтня 1993, Ріо-де-Жанейро) — бразильський футболіст, нападник саудівського клубу «Аль-Іттіфак».

## Ігрова кар'єра

### Рання кар'єра
Народився 9 жовтня 1993 року в неблагополучному районі Ріо-де-Жанейро. Почав займатися футболом у ранньому віці в рідному місті. В 14 років, в секції, в якій він перебував, йому було запропоновано закінчувати з футболом через маленький зріст. Тоді батько Вітіньйо прилаштував сина в команду «Аудакс Ріо», де він через чотири роки і був помічений скаутами «Ботафогу».

### «Ботафого»
У 2011 році Вітіньйо уклав однорічний контракт з «Ботафогу», який через рік був продовжений на п'ять років. Дебютував за клуб 23 квітня того ж року в матчі Ліги Каріока з «Боавістою» (2:5), в якому відзначився забитим м'ячем. Але такий, відносно вдалий початок кар'єри у клубі, не допоміг футболісту закріпитися в основній команді «фогао» і наступні два роки гравець провів в «молодіжці», зігравши за цей період лише в одному матчі «основи».
У 2013 році Вітіньйо повернувся в «основу» і допоміг своєму клубу виграти Лігу Каріока, забивши на турнірі п'ять м'ячів у п'ятнадцяти проведених матчах. У бразильській Серії A гравець дебютував 26 травня, в матчі з «Корінтіансом»(1:1), а перший гол забив через 11 днів, у ворота команди «Баїї».

### ЦСКА (Москва)

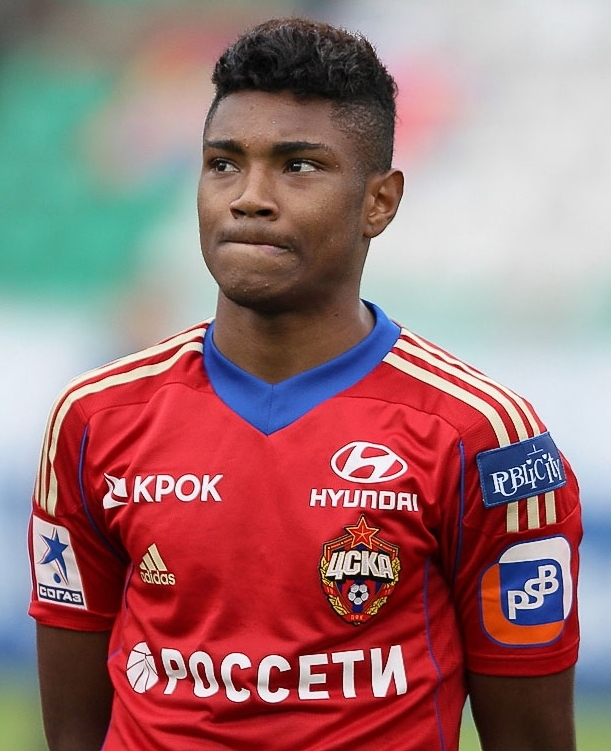
Вітіньйо у 2013 році

Впевнена гра Вітіньйо не залишилася непоміченою в Європі. У середині серпня гравцем зацікавилися відразу чотири клуби: турецький «Галатасарай», український «Шахтар», португальський «Порту» і російський ЦСКА. Найспритнішим у цій боротьбі виявився саме московський клуб, а також сам футболіст вибрав Росію як місце продовження своєї кар'єри.
За повідомленнями бразильської преси, «армійці» погодилися заплатити за Вітіньйо суму відступних, прописаних у нього в контракті, а саме 10 мільйонів євро. 27 серпня гравець відправився в Німеччину на проходження медогляду. 2 вересня трансфер був офіційно підтверджений. Контракт розрахований на п'ять років.

### Оренда в «Інтернасьонал»
Провівши за ЦСКА 15 матчів (10 — в сезоні 2013/14 і 5 — 2014/15) і забивши 1 гол (у ворота столичного «Торпедо» 2 серпня 2014 року), в січні 2015 року Вітіньйо був відданий в оренду в «Інтернасьйонал» до кінця року. У дебютному матчі оформив дубль у ворота «Сан-Жозе» в рамках Ліги Гаушу. 18 березня 2015 року, забивши гол у Кубку Лібертадорес у ворота «Емелека», врятувавши свою команду від поразки (1:1). У заключних турах чемпіонату Бразилії в 6 матчах забив 6 голів, що дозволило йому зайняти сьому сходинку в гонці бомбардирів (11 голів). Завдяки успішній грі Вітіньйо, «Інтернасьйонал» продовжив оренду до кінця 2016 року, а сам гравець продовжив контракт з ЦСКА до 2020 року.
Другий сезон за «Інтернасьонал» для Вітіньйо почався з пошкодження в матчі з «Пасу-Фундука», через яке він не зміг продовжити гру і був змушений покинути поле. Оговтався від травми через місяць, вийшовши на матч проти «Сан-Паулу» з Ріу-Гранді у чемпіонаті штату Ріу-Гранді-ду-Сул. Всього в цьому турнірі провів 13 матчів, забив 4 голи, а також завоював разом з командою другий для себе трофей. 19 червня 2016 року в матчі проти «Фігейренсе» оформив дубль, але це не врятувало команду від поразки (2:3).

### Повернення в ЦСКА
На початку 2017 року повернувся в ЦСКА. У серпні того ж року, в рамках чемпіонату Росії 2017/18 забив переможний гол у ворота московського «Спартака» і допоміг команді вирвати перемогу на 85-й хвилині. 12 вересня забив гол у ворота португальської «Бенфіки» з пенальті (2:1) в гостьовому матчі групового етапу Ліги чемпіонів. У її ворота він забив і в матчі 22 листопада, проте через рикошет забитий м'яч був зарахований як автогол Жардела. 5 грудня відкрив рахунок у грі з «Манчестер Юнайтед» (1:2), однак «армійцям» не вдалося втримати переможний рахунок. Всього відіграв за московських «армійців» 58 матчів у національному чемпіонаті і забив 16 голів. Востаннє за ЦСКА Вітіньйо зіграв 27 липня 2018 року в матчі за Суперкубок Росії проти «Локомотива» і допоміг команді виграти цей трофей. На наступний день прес-служба московського клубу оголосила про відхід гравця.

### «Фламенгу»

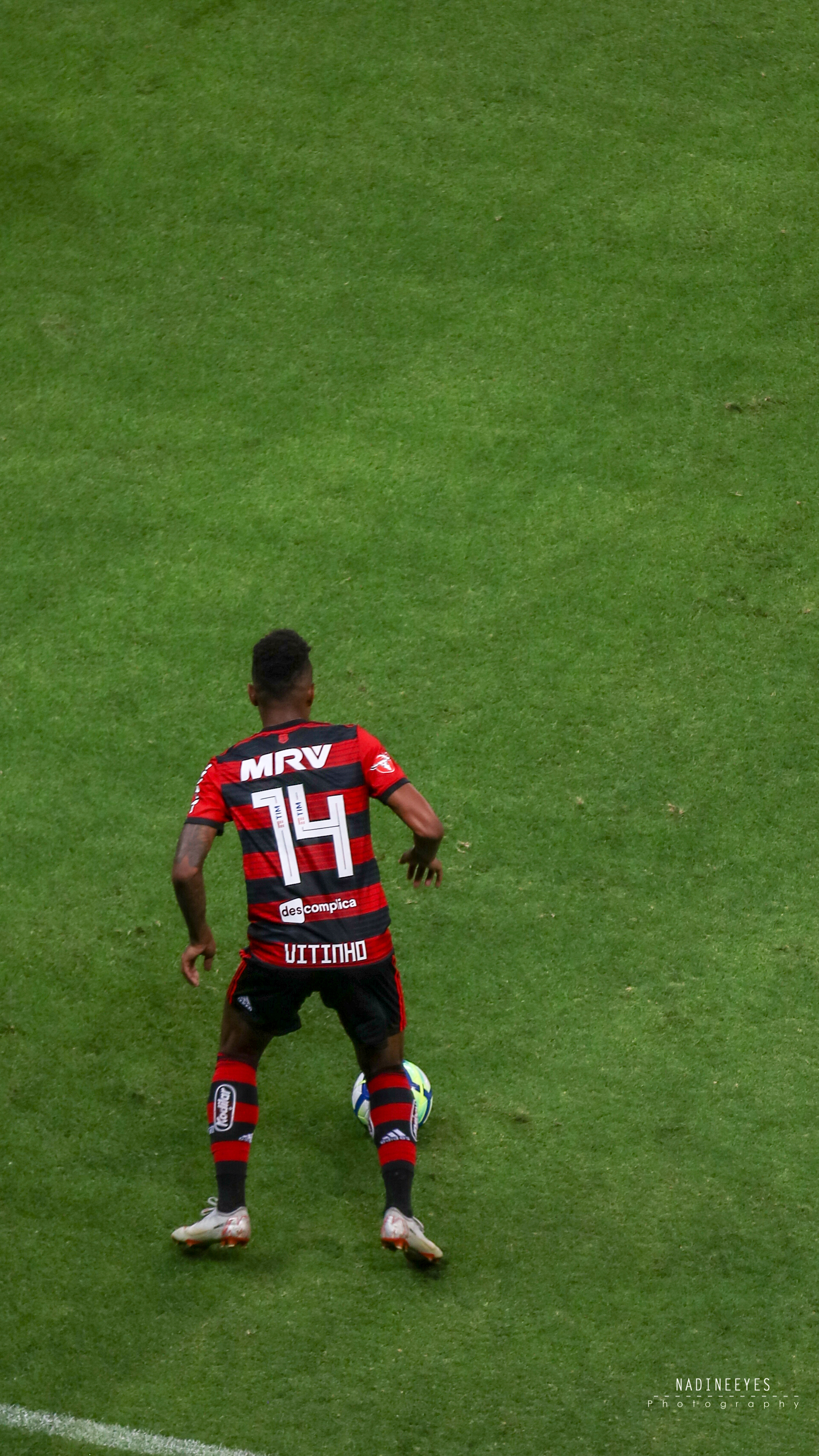
Вітіньйо у складі «Фламенгу». 2018 рік.

28 липня 2018 року Вітіньйо повернувся до Бразилії, уклавши чотирирічний контракт з клубом «Фламенгу». «Червоно-чорні» заплатили за трансфер футболіста 10 мільйонів євро. ЦСКА зберіг за собою право на відсоток від перепродажу бразильця. Якщо «Фламенгу» продасть його дорожче суми, за яку підписав, москвичі отримають 10-15 % від прибутку. Також російський клуб може заробити ще 2 мільйони євро у вигляді бонусів, якщо гравець проведе більше половини матчів за бразильську команду в наступному сезоні. 5 серпня футболіст провів свій дебютний матч за «червоно-чорних», в якому його клуб програв «Греміо» (0:2) в рамках 17-го туру національного чемпіонату. Нападник провів на полі 69 хвилин, після чого був замінений. 6 вересня в матчі 23-го туру проти «Інтернасьйонала» (1:2) забив свій перший гол. Вітіньйо на 57-й хвилині пробив з-за меж штрафного майданчика і м'яч від поперечини ефектно відскочив за лінію воріт. Гол бразильця дозволив зрівняти рахунок, проте через 2 хвилини «Інтернасьйонал» знову вийшов вперед і в підсумку переміг. У «Фламенго» Вітіньйо бачили не тільки змінником Вінісіуса Жуніора, який відправився в мадридський «Реал», але і новою зіркою команди, та й усього чемпіонату. На форварда, який не стикався з такими високими очікуваннями в Росії, обрушився величезний тиск. Нападник прийшов у команду, очолювану молодим, але вельми перспективним тренером Маурісіу Барб'єрі. На той момент клуб перебував у непоганій формі і мав шанси на чемпіонство. Але, як це траплялось з командою вже не перший рік, в середині сезону гра розладналася. «Фламенго» не витримав графік з матчами в середині тижня і поступово став відставати від лідерів. Перші матчі Вітіньйо припали якраз на період кризи. Футболіста зустрічали оваціями на «Маракані» майже 60 тисяч уболівальників, а через місяць вони ж просили прибрати його з команди. За перші 14 матчів він забив всього один гол. Незабаром бразилець і зовсім сів на лавку запасних. Через місяць клуб звільнив Барб'єрі і призначив більш досвідченого фахівця Дорівала Жуніора, який змінив тактичну схему на 4-3-2-1, завдяки чому атакуючими з флангів футболістам Вітіньйо і Евертону Рібейро, діставалося менше оборонної роботи. Вони змогли вільніше і агресивніше діяти в атаці. Через всього три тижні після жахливого матчу з «Атлетіко Мінейро» форвард став одним з найкращих у грі проти «Флуміненсе» (3:0), в якій віддав дві гольові передачі. Всього ж у чотирьох матчах чемпіонату він зробив чотири гольові передачі і забив гол.
Разом з командою 23 листопада 2019 року Вітіньйо став володарем Кубка Лібертадорес. Також вінгер допоміг своїй команді виграти чемпіонат штату і чемпіонат Бразилії.

## У збірній
30 серпня 2014 року Вітіньйо отримав виклик на тренувальний збір олімпійської збірної Бразилії, що проходив з 1 по 10 вересня. 4 вересня Бразилія зустрілася з Катаром (4:0). Вітіньйо вийшов на заміну на 56-й хвилині під номером 14, і встиг завдати удару зі штрафного на 78-й хвилині. 28 березня 2015 року в товариському матчі зі збірною Парагваю (4:1) оформив дубль і віддав гольовий пас.

## Титули і досягнення

### Командні
Ботафого
- Володар Трофею Ріо (2): 2012, 2013
- Володар Кубка Гуанабара: 2013
- Переможець Ліги Каріока: 2013

 ЦСКА
- Чемпіон Росії (1): 2013/14
- Срібний призер Чемпіонату Росії (1): 2016/17
- Володар Суперкубка Росії (2): 2014, 2018

 Інтернасьонал
- Переможець Ліги Гаушу (2): 2015, 2016

 Фламенгу
- Чемпіон Бразилії: 2019, 2020
- Володар кубка Лібертадорес: 2019
- Переможець Ліги Каріока: 2019, 2020, 2021
- Володар Рекопи Південної Америки: 2020
- Володар суперкубка Бразилії: 2020, 2021

### Особисті
- Найкращий футболіст місяця чемпіонату Росії: травень 2017